# Harimau Muda
Horimau Muda é um clube de futebol da Malásia, fundado em 2007. Disputa sus jogos em casa no Pasir Gudang Corporation Stadium. 
É formado por jogadores com menos de 22 anos de origem malaia, disputa a S-League.